# Madison Genesis/Saison 2016
Dieser Artikel listet Erfolge und Fahrer des Radsportteams Madison Genesis in der Saison 2016 auf.

## Erfolge in der UCI Europe Tour
| Datum   | Rennen         | Kat. | Fahrer         |
| ------- | -------------- | ---- | -------------- |
| 22. Mai | Velothon Wales | 1.1  | Thomas Stewart |

## Abgänge – Zugänge
| Zugänge         | Team 2015          | Abgänge          | Team 2016                   |
| --------------- | ------------------ | ---------------- | --------------------------- |
| Alexandre Blain | Marseille 13 KTM   | Liam Holohan     | Team Wiggins                |
| Felix English   | Rapha Condor JLT   | Martyn Irvine    | Unbekannt                   |
| Taylor Gunman   | Avanti Racing Team | Dominic Jelfs    | Unbekannt                   |
| Gruffudd Lewis  | Pedal Heaven       | James McLaughlin | Unbekannt                   |
|                 |                    | Mark McNally     | Wanty-Groupe Gobert         |
|                 |                    | Thomas Scully    | Drapac Professional Cycling |

## Mannschaft
| Name             | Geburtstag        | Nationalität           |
| ---------------- | ----------------- | ---------------------- |
| Alexandre Blain  | 7. März 1981      | Frankreich             |
| Mathew Cronshaw  | 30. Dezember 1988 | Vereinigtes Königreich |
| Felix English    | 11. Oktober 1992  | Irland                 |
| Joseph Evans     | 2. Dezember 1996  | Vereinigtes Königreich |
| Taylor Gunman    | 14. März 1991     | Neuseeland             |
| Matthew Holmes   | 8. Dezember 1993  | Vereinigtes Königreich |
| Tobyn Horton     | 7. Oktober 1986   | Vereinigtes Königreich |
| Gruffudd Lewis   | 11. November 1987 | Vereinigtes Königreich |
| Michael Northley | 24. März 1987     | Neuseeland             |
| Tristan Robbins  | 26. Mai 1996      | Vereinigtes Königreich |
| Erick Rowsell    | 29. Juli 1990     | Vereinigtes Königreich |
| Thomas Stewart   | 9. Januar 1990    | Vereinigtes Königreich |